# Lydie Roskovcová
Lydie Roskovcová, dívčím příjmením Součková (* 20. listopadu 1936 Praha), je bývalá synodní kurátorka Českobratrské církve evangelické z let 1997–2003. Je dcerou teologa Josefa Bohumila Součka. Dětství prožila v Praze-Střešovicích. Studovala gymnázium, v maturitním ročníku musela z politických důvodů přestoupit na jinou školu. Chtěla studovat matematiku a fyziku na pedagogické fakultě, ale nebylo jí to opět z politických důvodů umožněno, nakonec vystudovala Matematicko-fyzikální fakultu Univerzity Karlovy, poté v letech 1960–1991 působila na Fyzikálním ústavu ČSAV, kde se věnovala výzkumu optických vlastností polovodičů.
Působila jako vedoucí redaktorka evangelického časopisu Český bratr (1994–2002), ve svém domovském sboru ve Střešovicích byla presbyterkou a od roku 1990 21 let kurátorkou.